# Knochenzement
Knochenzement ist ein Zwei-Komponenten-System aus Pulver und Flüssigkeit, das ursprünglich für den Einsatz in der Dentalchirurgie entwickelt wurde. Trotz der scheinbar einfachen Zusammensetzung aus diesen beiden Komponenten stellt Knochenzement ein komplexes Materialsystem dar, das nach der Implantation zahlreiche Aufgaben am Einsatzort erfüllt. Hauptaufgabe des Zements ist es, das Implantat zu fixieren. Sekundär überträgt es die vom Implantat aus einwirkenden Kräfte auf den Knochen und umgekehrt. Diese Fähigkeit des Knochenzements entscheidet langfristig über die Stabilität des Implantats. Besonders entscheidend ist dabei die Verzahnung zwischen Knochen und Zement, die unter anderem durch die Beschaffenheit der Spongialschicht des Patienten bestimmt wird. Chemisch handelt es sich um ein polymeres Methyl-Methacrylat (PMMA). Oft wird dem Knochenzement noch Gentamicin zugesetzt, um eventuellen Infektionen vorzubeugen. Um den Zement während und nach der chirurgischen Intervention radiologisch, also über ein bildgebendes Verfahren darstellen zu können, ist dieser mit Kontrastmitteln versetzt. Hier kommen z. B. Substanzen wie Zirkoniumdioxid oder Bariumsulfat zum Einsatz. Durch Zusatz dieser Stoffe kann der Zement auf Röntgenbildern oder in der Computertomographie sichtbar gemacht werden. Bei Implantationen von Endoprothesen nach Gelenkinfektionen können Knochenzemente mit speziell auf den Patienten abgestimmten Antibiotikamischungen hergestellt werden. In diesem Fall übernehmen PMMA-Knochenzemente zusätzlich die Funktion eines lokalen Antibiotikaträgers (Drug-Delivery-System).
Allgemein ist Knochenzement unverzichtbar zur Verankerung von künstlichen Gelenken. Der Knochenzement schafft eine möglichst hohe Primärstabilität zwischen Prothesenoberfläche und dem Knochen. Der Vorteil bei der Verwendung von Knochenzement in der Prothesenchirurgie liegt in der schnellen Remobilisation der Patienten; die eingesetzte Endoprothese ist nach der Operation voll belastbar. Der Nachteil besteht darin, dass sich bei einem Wechsel des Implantats die Entfernung des Knochenzements schwierig gestalten kann. Dies trifft jedoch auch auf zementfrei verankerte und gut mit dem Knochen verwachsene Implantate zu. Bei beiden Verankerungsarten kommt es zu Knochenschädigungen bis hin zu perioperativen Frakturen bei der Explantation des Implantats. Daher wird zunehmend in Form von Zement-in-Zement Revisionen praktiziert, um die Schädigung des Knochens so gering wie möglich zu halten.

## Hintergrund
Knochenzemente werden seit über einem halben Jahrhundert sehr erfolgreich zur Verankerung künstlicher Gelenke (Hüftgelenke, Kniegelenke, Schulter- und Ellenbogengelenke) eingesetzt. In der Chirurgie gibt es heute kaum Routineeingriffe, die erfolgreicher sind, als die Verankerung künstlicher Gelenke (sogenannte Prothesen) mit Knochenzement. Der Knochenzement selbst füllt dabei den freien Raum zwischen Prothese und Knochen aus und übernimmt die wichtige Rolle einer elastischen Zone. Dies ist notwendig, da auf die menschliche Hüfte ca. das 10–12-fache des Körpergewichtes lastet und daher der Knochenzement die auf die Hüfte einwirkenden Kräfte abpuffern muss, damit das künstliche Implantat lange erhalten bleibt. In den Langzeitbeobachtungen der skandinavischen Endoprothesenregister konnten Unterschiede zwischen zementierten und nicht zementierten Verankerungen z. B. des Hüftgelenkes in Bezug auf Standzeit und/oder Komorbiditäten gezeigt werden. So ist beispielsweise in Norwegen die Überlebensrate der zementierten Prothesen höher, als die der unzementierten. Auch in Schweden ist der prozentuale Anteil an Eingriffen, bei denen keine Revision nötig war bei der zementierten Verankerung größer.
Chemisch ist Knochenzement ein Zweikomponentensystem aus Pulver und Flüssigkeit, das PMMA enthält. Knochenzement ist ein glasartiger, fester Stoff, der als Plexiglas (= Polymethylmethacrylat (PMMA)) seither vielseitigen Einsatz findet. Erstmals klinisch eingesetzt wurde das Material in den 1940er Jahren in der plastischen Chirurgie, um Lücken am Schädeldach zu verschließen. Umfangreiche klinische Untersuchungen zur Körperverträglichkeit von Knochenzementen gingen diesem chirurgischen Einsatzgebiet voraus. Aufgrund der optimalen Gewebeverträglichkeit von PMMA wurden dann Knochenzemente in den 1950er Jahren zur Verankerung von Kopfprothesen eingesetzt.
Heute werden weltweit pro Jahr mehrere Millionen solcher Eingriffe durchgeführt und bei mehr als der Hälfte kommen routinemäßig Knochenzemente zum Einsatz. Aufgrund der bequemen und einfachen Handhabung der Knochenzemente in der klinischen Praxis, aber insbesondere wegen der nachweislich langen Standzeiten zementierter Prothesen, gilt der Knochenzement als verlässliches Verankerungsmaterial. In Deutschland wurde 2011 ebenfalls ein Endoprothesenregister eingeführt.

## Anwendung
Die angemischten Komponenten härten, je nach Umgebungstemperatur, in etwa 9–13 min aus. Mit zunehmender Polymerisation steigt auch die Temperatur an. Diese kann sich auf bis zu 70 °C erhöhen, wodurch das umliegende Gewebe geschädigt werden kann. Der Körper würde beginnen, dieses geschädigte Gewebe abzubauen. Lange Zeit wurde die kurzzeitige Temperaturspitze während des Aushärtungsprozess als Hauptgrund für eine septische Lockerung gesehen. Abhilfe schafft hier ein möglichst exaktes operatives Vorgehen, um nur sehr dünne Schichten des Zements verwenden zu müssen, so dass es zu einer geringeren Wärmeentwicklung kommt.
Eine neuere Anwendung des Knochenzements ist die Stabilisation gebrochener Wirbel bei der Osteoporose oder bei Metastasierungen bösartiger Erkrankungen (siehe dazu Vertebroplastie und Kyphoplastie).
An der Charité Berlin arbeiten derzeit Medizintechniker und Ärzte im Rahmen eines von der Technologiestiftung Berlin und der EU (EFRE) geförderten Projektes an der Umsetzung der klinischen Anwendung eines Knochenzements, der auch in einem Magnetresonanztomographen sichtbar ist, sodass zukünftig Operationen, bei denen Knochenzement verwendet wird, ohne (Röntgen-)Strahlenbelastung für Patient, Arzt und beteiligtes Personal durchgeführt werden können.

## Zusammensetzung
Knochenzemente werden als Zweikomponentenmaterialien bereitgestellt. Knochenzemente bestehen aus einem Pulver und einer Flüssigkeit. Diese beiden Komponenten werden zusammengemischt und es entsteht ein homogener Teig. Diese Zementmischung wird dann in den Knochen eingefüllt. Anschließend wird die Prothese vorsichtig in die Zementmasse eingelassen. Die Viskosität des Zementteiges steigt dann zunehmend an, bis das Material zu einer festen Matrix aushärtet. Diese Art der Verankerung fixiert das neue künstliche Gelenk – die Prothese – dauerhaft.
Während der Aushärtung des Zements wird Energie in Form von Wärme frei. Diese Polymerisationswärme erreicht im Körper eine Temperatur von ca. 42–46 °C. Damit liegt die Temperaturentwicklung unterhalb des für Körpereiweiße kritischen Bereichs. Ursache für diese niedrige Polymerisationstemperatur im Körper ist die relative dünne Zementschicht, die 5 mm nicht überschreiten sollte, sowie die Temperaturableitung über die große Prothesenoberfläche und den Blutstrom.
Die Einzelkomponenten des Knochenzements sind u. a. auch bekannt aus dem Einsatzgebiet der dentalen Füllmaterialien. Auch dort werden Kunststoffe auf Acrylatbasis eingesetzt. Während die Einzelkomponenten als pharmazeutische Hilfs- und Wirkstoffe per se nicht immer unbedenklich sind, werden beim Knochenzement während der Polymerisationsphase vom Viskositätsanstieg bis zur Aushärtung die eingesetzten Stoffe entweder umgesetzt oder in der Zementmatrix vollständig eingeschlossen. Ausgehärteter Knochenzement kann daher auch aus heutiger Sicht als unbedenklich eingestuft werden, was sich bereits durch die frühzeitigen Studien zur Körperverträglichkeit aus den 1950er Jahren zeigte.

## Aspekte zum Einsatz von Knochenzement
In der Literatur wird das sogenannte Knochenzementsyndrom beschrieben. Man glaubte lange Zeit, dass aus Knochenzement freigesetztes, nicht vollständig umgesetztes Monomer Ursache für Kreislaufreaktionen und Embolien sei. Es stellte sich aber heraus, dass dieses Monomer (Restmonomer) nachweislich über die Atmungskette verstoffwechselt und in Kohlendioxid und Wasser gespalten und ausgeschieden wird. Embolien können bei der Verankerung von künstlichen Gelenken immer dann entstehen, wenn in den zuvor ausgeräumten Oberschenkelknochen Material eingebracht wird. Es kommt dann zur intramedullären Druckerhöhung.
Bei nachweislich vorliegenden Allergien auf Bestandteile des Knochenzements sollte nach derzeitigem Kenntnisstand kein Knochenzement zur Verankerung der Prothesen verwendet werden. Als Alternative kann die Verankerung ohne Zement – die zementfreie Implantation – erfolgen.

## Revisionen
Unter Revision versteht man den Austausch einer Prothese. D. h. die bereits in den Körper implantierte Prothese wird wieder ausgebaut und durch eine andere Prothese ersetzt. Revisionen sind im Vergleich zu den Erstoperationen oftmals aufwendiger (Operationen) und schwieriger, da mit jeder Revision naturgemäß gesunde Knochensubstanz verloren geht. Revisionsoperationen sind zudem mit höheren Kosten verbunden, um ein zufriedenstellendes Operationsergebnis herzustellen. Oberstes Ziel ist daher stets die Vermeidung von Revisionen durch gutes Operieren und die Verwendung von Produkten mit guten (Langzeit-)Ergebnissen.
Revisionen lassen sich heute nicht immer vermeiden. Revisionen können unterschiedliche Ursachen haben: Man unterscheidet zwischen septischen oder aseptischen Revisionen. Muss das Implantat gewechselt werden, ohne dass eine Infektion nachgewiesen ist – also aseptisch – dann wird heute der Zement nicht notwendigerweise vollständig entfernt. Handelt es sich aber um eine septische Lockerung des Implantates, dann muss der Zement radikal entfernt werden. Nach heutigem Kenntnisstand ist eine Zemententfernung leichter zu bewerkstelligen, als eine gut eingewachsene zementfreie Prothese aus dem Knochenbett herauszulösen. Letztlich ist es für die Stabilität der revidierten Prothese von Bedeutung, frühzeitig eine mögliche Lockerung des Erstimplantates zu detektieren, um möglichst viel gesunden Knochen zu erhalten.
Eine mit Knochenzement fixierte Prothese sorgt für eine sehr hohe Primärstabilität verbunden mit einer schnellen Remobilisation der Patienten. Schon unmittelbar nach erfolgter OP ist die zementierte Prothese voll belastbar. Eine notwendige Rehabilitation wird von Patienten, die mit einer zementierten Prothese versorgt wurden, vergleichsweise problemlos empfunden. Eine Belastung der Gelenke ist zeitnah nach Eingriff wieder möglich, der Gebrauch von Gehhilfen zur Entlastung in einem überschaubaren Zeitraum ist aus Gründen der Sicherheit erforderlich.
Besonders vorteilhaft erweist sich der Knochenzement, weil der Pulverkomponente gezielt Wirkstoffe, z. B. Antibiotika zugemischt werden können. Diese Wirkstoffe werden nach Implantation des neuen Gelenkes lokal, also direkt in unmittelbarer Umgebung der neuen Prothese freigesetzt und verringern dadurch nachweislich die Gefahr von Infektionen. D. h. Bakterien werden an Ort und Stelle – nämlich in der offenen Wunde direkt wirksam bekämpft, ohne den Körper unnötig mit hohen Antibiotikaspiegeln zu belasten. Damit ist Knochenzement ein modernes Drug Delivery System – ein lokaler Wirkstoffträger, der direkt im chirurgischen Einsatzgebiet zum Tragen kommt. Dabei ist aber nicht entscheidend, wie viel Wirkstoff in der Zementmatrix enthalten ist, sondern wie viel des eingesetzten Wirkstoffes auch tatsächlich lokal freigesetzt wird. Zu viel Wirkstoff im Knochenzement wäre sogar nachteilig, da die mechanische Stabilität der fixierten Prothese durch hohe Wirkstoffmengen im Zement geschwächt wird. Die lokalen Wirkstoffspiegel von industriell gefertigten Knochenzementen, die beim Einsatz von wirkstoffhaltigen Knochenzementen aufgebaut werden, sind ungefährlich (sofern keine Unverträglichkeit vorliegt) und liegen deutlich unter den klinischen Routine-Dosen für systemische Einmalinjektionen.

## Anästhesiologische Aspekte
Aus anästhesiologischer Sicht ist zu bemerken, dass beim Einbringen des Knochenzements ein Blutdruckabfall und ein Sauerstoff-Sättigungsabfall auftreten kann. Es gibt verschiedene Theorien, wodurch diese Phänomene zustande kommen. Eine direkte vasodilatierende (gefäßerweiternde) Wirkung des Zements wird diskutiert. Der Abfall der Sauerstoffsättigung kann durch Mikroembolien erklärt werden, könnte aber auch Folge einer Umverteilung der Lungendurchblutung sein, die das Shuntvolumen erhöht, also den Anteil des Blutes, der ohne Kontakt zu Sauerstoff die Lunge wieder verlässt. Bemerkenswert ist die Beobachtung, dass dieses Phänomen erst eintritt, wenn der Zement polymerisiert (kurz vor Ende der Aushärtung). Hierbei kommt es zu einer thermodynamischen (exothermen) Reaktion, bei der heiße Gase während der Polymerisation entstehen. Diese gelangen dann in die Blutbahn und werden über die Lunge abgeatmet. Dabei kommt es im kleinen Kreislauf zu einer gefährlichen Gefäßdilatation, die letztlich in akutem Rechtsherzversagen enden kann.